# Bridelia ripicola
Bridelia ripicola är en emblikaväxtart som beskrevs av J.Leonard. Bridelia ripicola ingår i släktet Bridelia och familjen emblikaväxter. Inga underarter finns listade i Catalogue of Life.